# Championnats d'Europe de judo 2005
Navigation
Édition précédente Édition suivante
Les championnats d'Europe de judo 2005 se sont déroulés à Rotterdam, aux Pays-Bas. Comme l’année précédente, les épreuves masculines et féminines en « toutes catégories », dissociées des autres épreuves individuelles, ont été disputées le 2 décembre 2005, à Moscou, en Russie (voir article connexe). 
Pour ce qui est des compétitions par équipes, elles ont eu lieu à Debrecen, en Hongrie, au mois d'octobre (voir article connexe).

## Résultats

### Hommes
| Catégorie | Or                  | Argent             | Bronze                              |
| -60 kg    | Armen Nazarian      | Ludwig Paischer    | Lavrentis Alexandridis Ruben Houkes |
| -66 kg    | Elchin Ismaylov     | Miklós Ungvári     | Benjamin Darbelet Aliaksandr Shlyk  |
| -73 kg    | Ákos Braun          | Yoel Razvozov      | Daniel Fernandes David Kevkhishvili |
| -81 kg    | Ole Bischof         | Boris Novotný      | Euan Burton Robert Krawczyk         |
| -90 kg    | David Alarza        | Roberto Meloni     | Sergei Aschwanden Mark Huizinga     |
| -100 kg   | Christophe Humbert  | Ariel Zeevi        | Daniel Brata Ruslan Gasymov         |
| +100 kg   | Alexander Mikhaylin | Janusz Wojnarowicz | Andrian Kordon Dennis van der Geest |

### Femmes
| Catégorie | Or                      | Argent              | Bronze                             |
| -48 kg    | Alina Alexandra Dumitru | Frédérique Jossinet | Tatiana Moskvina Neşe Şensoy       |
| -52 kg    | Ilse Heylen             | Ioana Maria Aluaş   | Telma Monteiro Petra Nareks        |
| -57 kg    | Olga Sonina             | Sophie Cox          | Isabel Fernández Sabrina Filzmoser |
| -63 kg    | Elisabeth Willeboordse  | Claudia Heill       | Lucie Décosse Claudia Malzahn      |
| -70 kg    | Edith Bosch             | Ylenia Scapin       | Cathérine Jacques Anett Mészáros   |
| -78 kg    | Céline Lebrun           | Rachel Wilding      | Anastasiya Matrosova Lucia Morico  |
| +78 kg    | Karina Bryant           | Tea Dongouzachvili  | Katrin Beinroth Maryna Prokofyeva  |

## Tableau des médailles
| Place | Nation      | Médaille d'or | Médaille d'argent | Médaille de bronze | Total |
| ----- | ----------- | ------------- | ----------------- | ------------------ | ----- |
| 1     | France      | 2             | 1                 | 3                  | 6     |
| 2     | Russie      | 2             | 1                 | 1                  | 4     |
| 3     | Pays-Bas    | 2             | 0                 | 3                  | 5     |
| 4     | Royaume-Uni | 1             | 2                 | 1                  | 4     |
| 5     | Hongrie     | 1             | 1                 | 1                  | 3     |
| -     | Roumanie    | 1             | 1                 | 1                  | 3     |
| 7     | Allemagne   | 1             | 0                 | 2                  | 3     |
| 8     | Belgique    | 1             | 0                 | 1                  | 2     |
| -     | Espagne     | 1             | 0                 | 1                  | 2     |
| 10    | Arménie     | 1             | 0                 | 0                  | 1     |
| -     | Azerbaïdjan | 1             | 0                 | 0                  | 1     |
| 12    | Autriche    | 0             | 2                 | 1                  | 3     |
| -     | Israël      | 0             | 2                 | 1                  | 3     |
| -     | Italie      | 0             | 2                 | 1                  | 3     |
| 15    | Pologne     | 0             | 1                 | 1                  | 2     |
| 16    | Slovaquie   | 0             | 1                 | 0                  | 1     |
| 17    | Biélorussie | 0             | 0                 | 2                  | 2     |
| -     | Ukraine     | 0             | 0                 | 2                  | 2     |
| 19    | Géorgie     | 0             | 0                 | 1                  | 1     |
| -     | Grèce       | 0             | 0                 | 1                  | 1     |
| -     | Portugal    | 0             | 0                 | 1                  | 1     |
| -     | Slovénie    | 0             | 0                 | 1                  | 1     |
| -     | Suisse      | 0             | 0                 | 1                  | 1     |
| -     | Turquie     | 0             | 0                 | 1                  | 1     |

## Sources
- Podiums complets sur le site JudoInside.com.
- Podiums complets sur le site alljudo.net.
- Podiums complets sur le site Les-Sports.info.